# Islandzka Wikipedia
Islandzka Wikipedia – edycja Wikipedii w języku islandzkim.
Utworzono ją 5 grudnia 2003, liczbę 10 000 artykułów przekroczyła w maju 2006. 15 lutego 2008 przekroczyła 20 000 artykułów. 8 listopada 2008 liczyła 23 190 artykułów i była tym samym 53 Wikipedią co do wielkości.

## Statystyki
- 10 000: maj 2006
- 20 000: 15 lutego 2008
- 50 000: czerwiec 2020